# 2014 OS393
2014 OS393 là một thiên thể ngoài Hải Vương tinh và có thể là một vật thể vành đai Kuiper. Vào năm 2015, khi thiên thể 2014 MU69 được phát hiện, nó là mục tiêu bay quanh của tàu thăm dò  New Horizons. Nó có đường kính được ước lượng vào khoảng 42 km.

## Khám phá
2014 OS393 được khám phá với sự trợ giúp của Kính viễn vọng không gian Hubble, bởi với một độ sáng biểu kiến là 26.3, nó quá mờ để quan sát. Nó được quan sát lần đầu vào ngày 30 tháng 7 năm 2014.

## Quỹ đạo
2014 OS393 là một thiên thể ngoài Hải Vương tinh, cũng được biết như một cubewano. Nó quay quanh Mặt Trời ở khoảng cách từ 42.5 đến 45.4 trong vòng 291 năm 3 tháng 1 lần. Nó có độ lệch tâm quỹ đạo là 0.03, độ nghiêng là 4 độ.